# Braňo Polák
Braňo Polák, vlastním jménem Branislav Polák (* 20. února 1973 Skalica), je slovenský zpěvák a herec žijící v Praze. Je bývalý člen chlapecké skupiny A-TAK.
Narodil se ve slovenské Skalici a absolvoval konzervatoř v Bratislavě. V roce 1996 vystudoval činoherní herectví na Divadelní fakultě Janáčkovy akademie múzických umění v Brně.
Byl členem Městského divadla Brno. Účinkoval v řadě vystoupení v zahraničí s muzikálem West Side Story. V tomto muzikálu účinkoval také v Hudebním divadle Karlín. V Brně hostoval v muzikálech Babylon, Radúz a Mahulena, Hra o lásce a smrti a v činohře Cyrano. V červnu 2014 hrál v činoherním představení Svaté neřesti. Hraje převážně v muzikálech.

## Filmografie

### TV seriály
- Konec velkých prázdnin (1994)
- Proč bychom se netopili (2009) – Bongo
- Ordinace v růžové zahradě 2
- Cyril a Metoděj – Apoštolové Slovanů (2013) – otec Lev

### TV filmy
- Reverend (1989) – Jožko Murgaš
- Nežiadúci (1989) – Črevo
- V rannej hmle (1990)
- Let asfaltového holuba (1990)
- Snowboarďáci (2004) – Marko
- Klub osamělých srdcí (2009) – uniformovaný

## Divadelní role
Divadlo Artur
- Dívčí válka – premiéra 18. leden 2011
- Hledám milence, zn. spěchá – premiéra 15. srpna 2012
- Můžu k tobě? – premiéra 9. července 2013
- Svaté neřesti – premiéra 23. června 2014

Městské divadlo Brno
- Cyrano z Bergeracu - premiéra 26. dubna 1997

Hálkovo městské divadlo Nymburk
- Cesta kolem světa za 80 dní – premiéra 6. prosince 2012

Hudební divadlo Karlín
- Carmen – 2. října 2008, uváděno do června 2012
- West Side Story – premiéra 21. listopadu 2003

Divadlo Metro
- Sugar aneb Někdo to rád horké – premiéra 13. října 2008, uváděno do června 2011
- Monsieur Amédée – premiéra 22. březen 2006
- Zkroť mě, miláčku – premiéra 20. prosince 2005

Goja Music Hall
- Děti ráje – premiéra 14. listopadu 2009, uváděno do března 2014
- Naháči – premiéra 4. října 2011, uváděno do října 2011